# Westerwolds
Het Westerwolds is een Gronings dialect dat wordt gesproken in Westerwolde, in de Nederlandse provincie Groningen.
Van oudsher vertoont het Westerwolds sterke overeenkomsten met het Nederduits zoals dat in de aangrenzende Duitse Landkreis Emsland wordt gesproken, maar veel woorden zijn verloren gegaan. In dit Ommeland is nooit Fries gesproken. De verwantschap met het dialect uit het Emsland is vermoedelijk gelegen in het feit dat Westerwolde lange tijd deel heeft uitgemaakt van Westfalen en daarna het Münsterland, waartoe het Emsland destijds ook behoorde. Het eigen karakter van het dialect van Westerwolde is verder versterkt doordat het later een aparte heerlijkheid is geweest. Ook speelt de geïsoleerde ligging van het gewest hierbij een belangrijke rol, die werd beëindigd door de ontginning van het Bourtangermoeras. Tussen de dorpen waar het nog wordt gesproken bestaat ook nog een klein verschil qua uitspraak.

## Hoofdkenmerken
Het Gronings wordt als zodanig tot het Friso-Saksisch gerekend. Het Westerwolds heeft echter een puur Saksische basis en heeft dan ook meer gemeen met het Westfaals dan met het Fries.

### Vocabulaire
Woorden als nich voor niet (Twents: nich) en schoof voor een pak stro (Twents: schoof) verduidelijkt de relatie met het Westfaals. Een kenmerk dat het Westerwolds duidelijk Gronings maakt, is het accent, dat niet op dat van het Westfaals lijkt, maar op dat van de rest van de Groningse dialecten.

### oa of ao
In het Westerwolds worden beide vormen gebruikt. De voorkeur ging in het verleden naar ao, maar is in de loop der jaren naar de oa gegaan.

### Werkwoordvervoeging
Het Westerwolds krijgt, net als het Drents, een -t bij de meervoudsvormen. Ook dit benadrukt het Saksische/Westfaalse karakter van het Westerwolds.
| vnw | ott  | ovt    | vtt       |
| --- | ---- | ------ | --------- |
| ik  | bin  | waar   | heb west  |
| doe | bist | waarst | hest west |
| hie | is   | waar   | hef west  |
| wie | zint | waart  | hebt west |
| ie  | zint | waart  | hebt west |
| zie | zint | waart  | hebt west |

### Verkleinwoorden
In het Westerwolds wordt het verkleinwoord -ken gebruikt, in contrast met het Hogelandster -ke, -je, het Stadjeder -ien en het Veenkoloniaalse -chie. Het gebruik van -ken als verkleinwoord, komt ook voor in het aangrenzende Eemslands, maar bezit daarbij wel een umlautvocaal, die in het Westerwolds ontbreekt.

## Voorbeeld
Zoowat daardehaalf stiege jaor leden luipt zie op Dreikeuningen nog op Westerwoolde mit de steern rond. Dij wörde veur heur oet draogen as n laange stok, daor n schienvatken an hong dat t eiwege licht verbeelden mos. De drei keuningen zölf haar laange, witte gewaoden an, n goldpampieren krone op de kop en n staf in de haand. Zie zongt n wonderliek leidken van de geboorte van os leive Heer. As t leidken daon waar, kreegt zie van de vrouw n stôk spek of n metwôrst.
Hogelandsters · Noordenvelds · Oldambtsters · Stadsgronings · Veenkoloniaals · Westerkwartiers · Westerwolds